# Ruskträsk
Ruskträsk är en by vid Vindelälvens högra strand i Lycksele kommun, Lappland, nära Rusksele. Den gamla sträckningen av militärvägen passerar genom byn.

## Kända personer från Ruskträsk
- Per-Rune Semrén
- Per "Ruskträsk" Johansson